# Cuisine barbadienne
La cuisine barbadienne, aussi appelée cuisine bajane, est l'ensemble des traditions et mœurs culinaires de l'île caribéenne de la Barbade. Elle constitue un mélange issu des cuisines africaine, portugaise, indienne, irlandaise, créole, indigène et britannique. Un repas typique se compose d'un plat principal de viande ou de poisson, généralement mariné avec un mélange d'herbes et d'épices, d'accompagnements chauds et d'une ou plusieurs salades. Le repas est généralement servi avec une ou plusieurs sauces.
Le plat national de la Barbade est le cou-cou servi avec poisson volant frit et sauce piquante. Un autre repas traditionnel est le pudding et souse, un plat de porc mariné accompagné de patates douces épicées. Une grande variété de fruits de mer et de viandes est également consommée.

## Plats principaux
- Poisson volant frit[1]

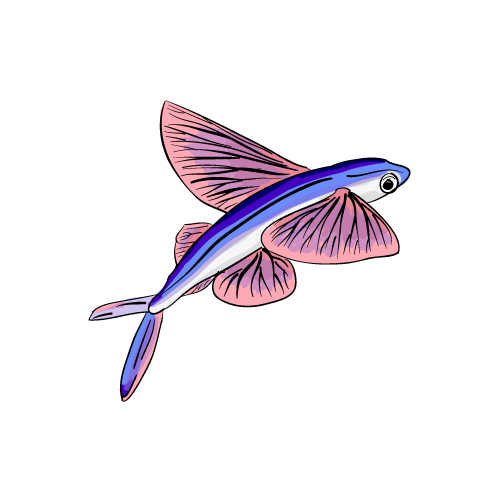
Illustration d'un poisson volant.

- Poissons frits ou grillés tels que le carangue, l'espadon, le mahi-mahi, le « dauphin » (coryphène) ou encore le vivaneau rouge entier rôti
- Brown stew chicken
- Cou-cou et poisson volant à la vapeur [2]
- Côtelettes d'agneau ou de porc grillées ou mijotées
- Curry de chèvre ou de bœuf
- Poulet à la jerk / poulet rôti
- Poulet grillé ou frit
- Crevettes grillées ou frites
- Ailes de dinde grillées
- Poisson salé dans une sauce tomate épicée
- Pepperpot[1]
- Tarte aux patates douces
- Curry de poulet[1]
- Pattes de poulet marinées
- Queues de cochon au barbecue
- Guava cheese
- Gâteau noir[1]

## Accompagnements chauds
- Rice and peas – riz avec pois cassés et sauce
- Tarte aux macaronis[1]
- Cou-cou[1]
- Patate douce grillée, en purée ou frite
- Pomme de terre grillée, en purée ou frite
- Plantain frit
- Fruit à pain grillé ou frit [1]
- Chow mein
- Légumes mélangés cuits à la vapeur, comme le brocoli, la citrouille, le chou et l'oignon
- Manioc ou igname au beurre

## Salades
- Salade du jardin
- Salade de pâtes
- Salade de pommes de terre
- Salade de chou
- Maïs doux, betterave ou ananas

## Sauces
- Sauce piquante bajan (en)
- Ketchup
- Sauce tartare pour poisson

## Mets légers
- Bakes, un type de beigne[1]

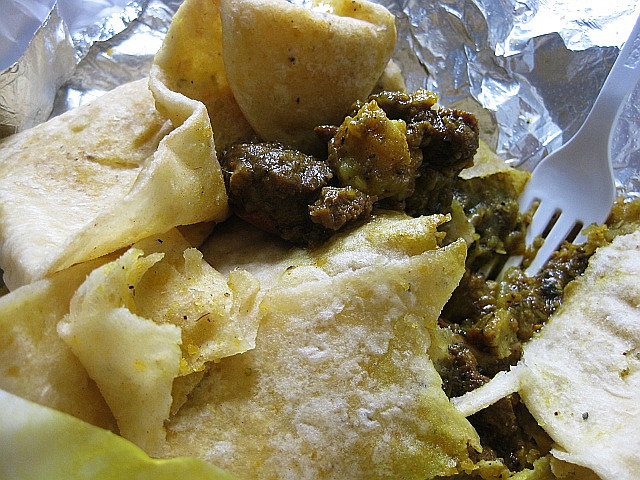
Roti de chèvre.

- Pone de manioc, une sorte de gâteau salé au manioc
- Conkies (en)[3]
- Cutters (poisson volant frit dans un petit pain) [4]
- Gâteau de poisson[5]
- Soupe à la citrouille
- Samosas, souvent préparés avec de la conque
- Chaussons[6]
- Roti, une sorte de wrap souvent garni de bœuf, poulet ou poisson salé avec des pommes de terre, des épices et parfois des  pois chiches

## Boissons

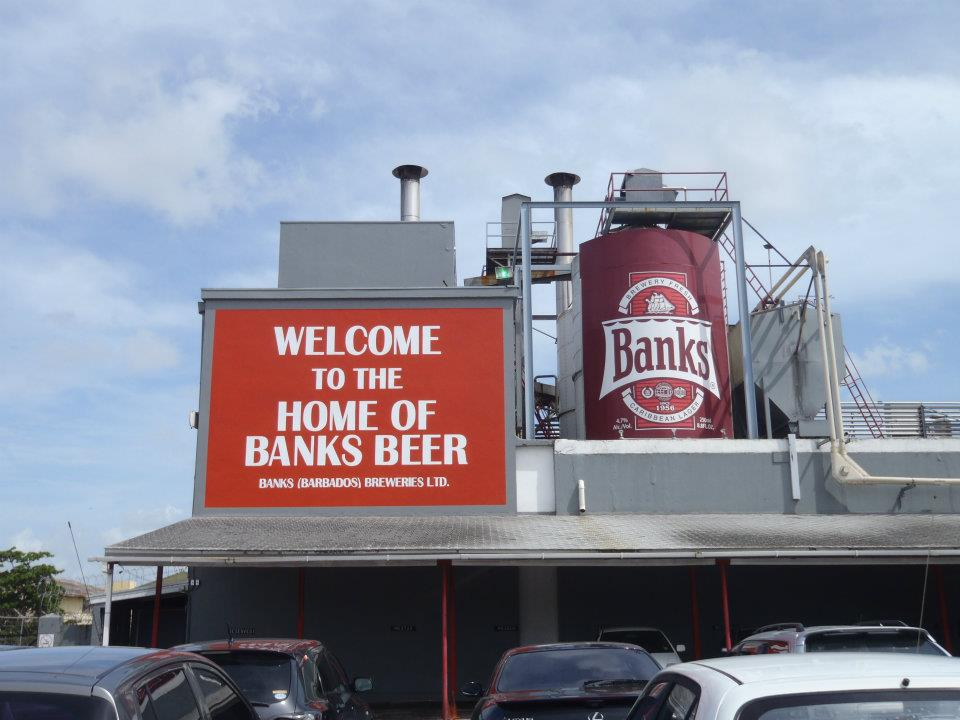
Brasserie de la bière Banks.

- Rhum et punch au rhum
- Bière Banks (en)[1]
- Thé à l'hibiscus (en)
- Mauby (en)[1]
- Jus de fruit
- Boisson au tamarin
- Boisson au corossol
- Boisson à l'oseille[1]
- Eau de coco
- Bière au gingembre

## Présence de la cuisine étrangère en Barbade
La cuisine rapide américaine est présente sur l'île : hot-dogs et hamburgers sont assez courants, tout comme le fish and chips britannique. Des plats chinois, indiens et thaïlandais sont disponibles dans les principales villes. Quelques restaurants mexicains et brésiliens sont disponibles sur la côte sud. Il existe des restaurants de sushi haut de gamme près des grands complexes hôteliers.